# 李伟 (1960年)
李伟（1960年9月—），男，汉族，河南济源人，中国人民解放军上将。他是中国人民解放军战略支援部队第三任政治委员，2024年4月任中国人民解放军信息支援部队首任政治委员，第十三届全国人民代表大会代表，中共第二十届中央委员。

## 生平
曾任兰州军区政治部干部部部长，南疆军区独立第6机械化步兵师师长。2007年1月，任陆军第四十七集团军政治部主任。2010年，任陆军第四十七集团军副政委。2012年10月，任南疆军区政委。2013年9月，任陆军第二十一集团军政委。2014年12月，接替升任兰州军区政委的刘雷出任新疆军区政委，兼党委委员。2015年7月，任中共新疆维吾尔自治区党委常委。2016年11月，不再擔任中共新疆维吾尔自治区党委常委。2018年2月24日，当选为第十三届全国人大代表。2018年再次担任中共新疆维吾尔自治区党委常委。2020年12月，任战略支援部队政治委员。2024年4月19日，任中国人民解放军信息支援部队首任政治委员。
2008年7月，晋升中国人民解放军少将军衔。2016年7月，晋升中国人民解放军中将军衔。2020年12月晋升中国人民解放军上将军衔。